# دبی واتسون (بازیگر)
دبی واتسون (انگلیسی: Debbie Watson؛ زادهٔ ۱۷ ژانویهٔ ۱۹۴۹)بازیگر تلویزیون و بازیگر سینما اهل ایالات متحده آمریکا است.